# Jorge Lavandero
Jorge Exequiel Lavandero Illanes (Renaico, 6 de mayo de 1930) es un político chileno. Fue militante del Partido Demócrata Cristiano (PDC) entre 1963 y 2005, periodo en que se desempeñó como parlamentario, siendo diputado —entre 1957 y 1973— y senador —por un breve periodo en 1973, y entre 1990 y 2005—. 
En 2005, el exsenador Jorge Lavandero fue condenado por abusos sexuales reiterados contra menores en un juicio abreviado, lo que resultó en su retiro abrupto del escenario político.

## Biografía
Nació en Renaico, el 6 de mayo de 1930, hijo de Jorge Lavandero Eyzaguirre y Rebeca Illanes Benítez 
Realizó sus estudios primarios en el Colegio de los Sagrados Corazones y los secundarios en el Colegio San Ignacio de Santiago, establecimiento donde conoció a los sacerdotes Gustavo Gaekel y Alberto Hurtado, quien además de su ser su profesor lo orientó en el humanismo cristiano. Posteriormente, ingresó a la Facultad de Derecho de la Universidad de Chile. Durante sus años estudiantiles formó parte de la selección nacional en varios deportes.
Paralelamente, mientras estudiaba, se desempeñó como periodista; colaboró en el diario La Opinión de Santiago, en 1964. Elegido por la Cámara de Diputados, fue designado consejero de la Caja de Empleados Públicos y Periodistas. Más tarde fue presidente, propietario y columnista del diario Fortín Mapocho, opositor a la dictadura militar, que en su segunda época se publicó entre 1978 y 1991, con una interrupción por algunos meses durante 1984 y 1987.

## Carrera política

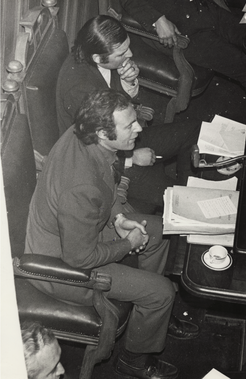
Lavandero como diputado en 1972.

Inició su vida política como militante del Partido Agrario Laborista, del cual fue elegido presidente de la juventud. Más tarde se uniría al Partido Democrático Nacional (PADENA), del cual fue designado en 1961 jefe del Comité Parlamentario.
Fue elegido a los 24 años diputado por la 21° Agrupación Departamental (Temuco, Lautaro, Imperial, Pitrufquén y Villarrica, Provincia de Cautín) para el periodo 1957-1961. Casi al término de su gestión legislativa debió someterse a un proceso de desafuero, dictaminado el 31 de octubre de 1961, junto a otros dos diputados del PADENA, debido al pronunciamiento de «expresiones injuriosas contra el Jefe de Estado», en ese entonces Jorge Alessandri Rodríguez.
En las elecciones parlamentarias de 1961 fue reelecto como diputado para el periodo 1961-1965. En 1963, y tras un breve paso por el partido Nueva Izquierda Democrática, del que fue su vicepresidente, ingresó a la Democracia Cristiana. Fue reelecto diputado, ahora por la Democracia Cristiana, para los periodos 1965-1969 y 1969-1973. Postuló en la elección complementaria realizada el 17 de diciembre de 1967 para ocupar un puesto vacante en el Senado por Bío-Bío, Malleco y Cautín, siendo derrotado por Alberto Baltra (PR).
Fue elegido senador por la 8° Agrupación Provincial (Biobío, Malleco y Cautín) en 1973, pero no pudo completar su periodo al clausurarse el Congreso Nacional el 11 de septiembre de 1973.

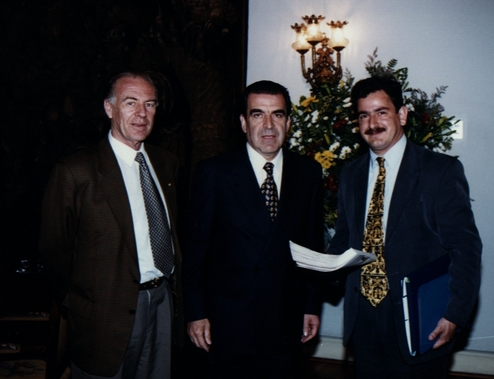
Lavandero, Eduardo Frei Ruiz-Tagle, y el alcalde de Carahue, en los años 1990.

Junto a Gabriel Valdés participó en la marcha en señal de apoyo a la visita a Chile del senador norteamericano Ted Kennedy en enero de 1986 y en el Caupolicanazo, manifestación dirigida por Eduardo Frei Montalva en el Teatro Caupolicán en 1980 para protestar en contra de la aprobación de la Constitución Política, a raíz de lo cual fueron deportados Jaime Castillo Velasco y Andrés Zaldívar, entre otros dirigentes democratacristianos.
Con la llegada de la democracia fue elegido senador por la 15° circunscripción electoral (Región de la Araucanía) para el periodo 1990-1994, y fue reelecto para los periodos 1994-2002 y 2002-2010. En 2004 fue sondeado por algunos sectores de la coalición de izquierda Juntos Podemos Más como posible precandidato presidencial, lo cual no fructificó. En su trabajo parlamentario participó en la discusión y aprobación de más de 5.500 leyes, entre ellas la que establece un royalty a la minería.
Fue desaforado y destituido en 2005, siendo su reemplazante en el Senado su compañero de lista, Guillermo Vásquez Úbeda (PRSD).
Tras cumplir su condena, se ha mantenido alejado de la vida pública. En 2012 fue galardonado con el premio N’Aitun 2012 por la agrupación de Artistas Pro-Ecología, lo cual fue ampliamente criticado y llevó a la suspensión de la entrega del reconocimiento.

## Acusación de abuso a menores
En agosto de 2003 el programa Contacto de Canal 13, fue informado a través de una llamada anónima que el entonces senador Lavandero había abusado sexualmente de varias menores en su parcela en la región de la Araucanía. La denuncia inició una investigación periodística, la que concluyó con un reportaje, emitido el jueves 13 de enero de 2005. Luego de su exhibición, comenzó una investigación judicial de oficio.
El 27 de diciembre de 2004, durante la investigación, declaró ante el fiscal Xavier Armendáriz, Bruno Coulon Szczaranski, hijo de la expareja de Lavandero, Clara Szczaranski, en aquel momento de 23 años. Su declaración versó sobre los abusos de los que afirmaba haber sido víctima, cometidos por Lavandero cuando tenía 10 años de edad. También se permitió su declaración durante el juicio, en calidad de "testigo de contexto", pues la acción penal por los abusos había prescrito a la fecha.
El Tribunal Supremo de la Democracia Cristiana suspendió su militancia el 10 de enero de 2005, y el 14 de enero el fiscal Armendáriz solicitó a la Corte de Apelaciones el desafuero del senador, con un texto de más de 900 páginas, que contenía la investigación realizada hasta la fecha. El 26 del mismo mes el SENAME se hizo parte en la querella, y al día siguiente Lavandero fue finalmente desaforado. Durante la investigación preliminar, Lavandero se querelló en contra de medios de comunicación que cubrieron los hechos, incluido el diario La Tercera, por un reportaje donde se pone en duda las razones de una golpiza que sufrió en 1984, y contra el propio programa Contacto.

### Juicio y presidio
En junio de 2005 fue finalmente condenado en un juicio abreviado, que es la aceptación del contenido de la carpeta fiscal, por lo que fue condenado a cinco años de presidio por «abusos sexuales reiterados en contra de cuatro menores», en conjunto con su chofer, que fue condenado en calidad de autor cooperador. Cumplió su condena desde julio de 2005 en la Cárcel de Alta Seguridad de Santiago. Fue un pronto beneficiario de salidas dominicales concedidas debido a su «buena conducta», y luego de la libertad condicional, en mayo de 2008, tras haber cumplido la mitad de la condena.